# Awamori
Awamori (泡盛/ あわもり) là tên gọi chung cho thứ rượu trắng của Okinawa làm từ loại gạo Indica và thường có độ cồn chừng 30%. Rượu này có mùi cồn rõ rệt. Cả Okinawa có chừng 30 địa phương nấu loại rượu này và mỗi nơi gọi tên rượu một khác. Loại phổ biến trên thị trường là loại để chưa đến 3 năm. Thứ awamori để trên ba năm được gọi là Kūsu (古酒/ こしゅ có nghĩa "cổ tửu" hày "cũ rượư"). Có một số loại awamori có thể có độ cồn cao tới 60%.
Trước đây, awamori từng được gọi là shochu, song trừ màu sắc và độ cồn ra, nó không hề giống shochu ở mùi vị và nguyên liệu chế biến (shochu cũng như sake nấu từ loại gạo Japonica).
Cách uống truyền thống đối với awamori là uống nguyên. Tuy nhiên ngày nay để có thể uống suốt các cuộc rượu kéo dài, người ta thường pha thêm nước lọc và đá vào.
Awamori còn được dùng để ngâm habu (một loài rắn thân ngắn ở Okinawa) thành rượu habu (ハブ酒 habushu).